# Rhyssemus germanus

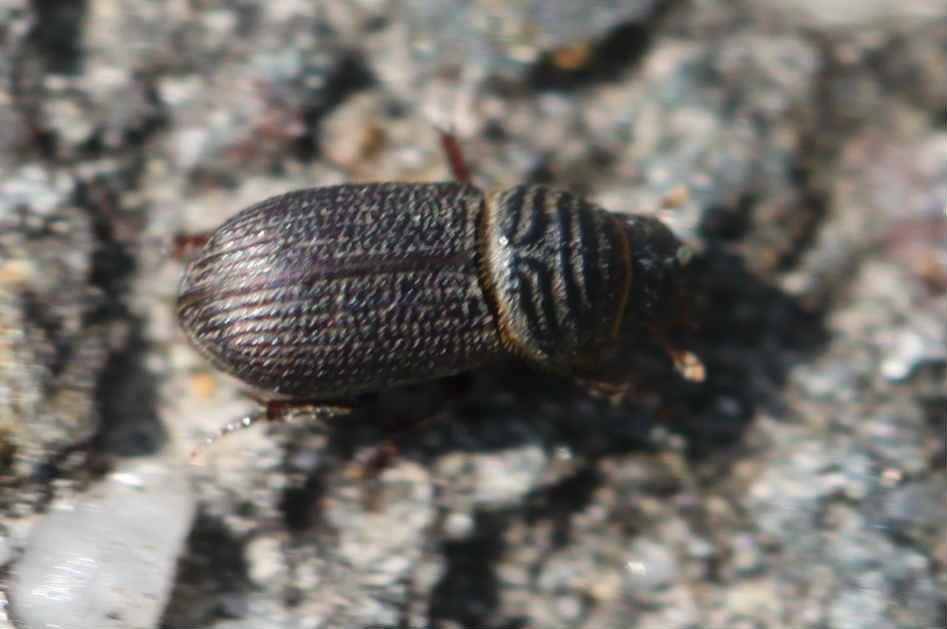
Rhyssemus germanus

Rhyssemus germanus ist ein Käfer aus der Familie der Blatthornkäfer (Scarabaeidae). Die Art wird der Unterfamilie der Aphodiinae („Dungkäfer“) zugeordnet.

## Merkmale
Die Käfer erreichen eine Körperlänge von 2,5–3,5 Millimetern. Die kleinen länglich ovalen schwarzbraunen Käfer besitzen 9-gliedrige Fühler mit einer beweglichen dreigliedrigen Keule. Der Halsschild weist deutliche Querfurchen auf. Die Flügeldecken sind mit punktierten Längsstreifen überzogen.

## Vorkommen
Rhyssemus germanus kommt in der Paläarktis vor. Die Art ist in Mittel- und Südeuropa, im tropischen Afrika und in Teilen Asiens verbreitet. In Mitteleuropa ist die Art nur lokal vorhanden und meist selten. Im nordöstlichen Nordamerika wurde die Käferart eingeschleppt.

## Lebensweise
Den typischen Lebensraum der psammophilen Käferart bilden Gebiete mit trockenen sandigen und sandig-lehmigen Böden. Hierzu gehören Dünen, insbesondere Binnendünen, Sandgruben und sandige Flussufer. Die Käfer halten sich häufig an Graswurzeln, unter faulenden Pflanzenrosetten sowie an Halophyten auf. Außerdem finden sich die Käfer in Kompost und in unterirdischen Höhlen von Säugern.

## Taxonomie
In der Literatur finden sich folgende Synonyme:
- Rhyssemus aspericeps Chevrolat, 1861
- Rhyssemus funebris Roubal, 1912
- Rhyssemus obsoletus Rey, 1890
- Rhyssemus puncticollis Brown, 1929
- Scarabaeus asper Fabricius, 1775
- Ptinus germanus Linnaeus, 1767 (Original-Kombination)[6]